# Linia kolejowa Leipzig – Dresden
Linia kolejowa Leipzig – Dresden – zelektryfikowana dwutorowa główna linia kolejowa w Niemczech, w kraju związkowym Saksonia. Biegnie z Lipska przez Wurzen, Oschatz i Riesa do Drezna.
Linia została otwarta w 1839 roku przez Leipzig-Dresdner Eisenbahn-Compagnie jako pierwsza niemiecka kolej dalekobieżna, co czyni ją jedną z najstarszych linii kolejowych w historii kolei w Niemczech.
Linia została rozbudowana w ramach Verkehrsprojekte Deutsche Einheit nr 9 od 1993 roku. Według szacunków, do końca 2012 koszt całkowity przebudowy trasy wynosił 1,451 mld euro, z czego było wydane 1,053 mld. Kolejne inwestycje o łącznej wartości 398 mln euro były przewidziane na rok 2013.